# Зиатдинов, Назип Зиатдинович
Назип Зиатдинович Зиатдинов (1925—2008) — деятель сельского хозяйства, директор совхоза «Гигант» Тукаевского района Татарской АССР.

## Биография
Родился 25 июля 1925 года в селе Тайсуганово Альметьевского района Татарской АССР в крестьянской семье. Татарин.
Трудовую деятельность начал в 1940 году в родном селе.
В 1943 году добровольцем ушёл на фронт. За бои в Белоруссии награждён медалью «За отвагу». Трижды был ранен, после последнего тяжёлого ранения был комиссован. В 1945 году вернулся на родину.
Работал бригадиром, агрономом в колхозе «Ярыш». В 1950 году односельчане избрали его председателем колхоза, который стал одним из передовых не только в Альметьевском районе, но и в республике.
Член КПСС с 1950 года. В 1953 году окончил сельскохозяйственную школу в Казани. В 1958 году Н. З. Зиатдинов был направлен на учёбу в Высшую партийную школу в город Горький (Нижний Новгород). Оценив его организаторский талант, руководство республики в 1962 году направило коммуниста в отстающее хозяйство — совхоз «Бавлинский» Бавлинского района, которое он также за короткое время вывел в передовые.
В 1973 году опытного руководителя назначили директором одного из крупнейших хозяйств республики — совхоза «Гигант» в посёлке Новый Тукаевского района, ставшего впоследствии ведущей агропромышленной зоной автогиганта «КамАЗ». За короткий срок Зиатдинову удалось сплотить и направить усилия трудового коллектива на решение важнейших задач. По урожайности зерновых и кормовых культур, производству животноводческой продукции совхоз стал лидером в республике.
Руководил совхозом «Гигант» (в 1998 году преобразованный в производственный кооператив) больше четверти века — до 2000 года.
Н. З. Зиатдинов принимал активное участие в общественно-политической жизни. Избирался народным депутатом СССР (1989—1991), депутатом Верховного Совета ТАССР двух созывов (1955—1959, 1971—1975), был делегатом XXVII съезда КПСС.
Жил в посёлке Новый. Скончался 10 января 2008 года, на 83-м году жизни после тяжёлой продолжительной болезни.

## Награды и Звания
- Указом Президиума Верховного совета СССР от 23 декабря 1976 года «за выдающиеся успехи, достигнутые во Всесоюзном социалистическом соревновании, проявленную трудовую доблесть в выполнении планов и социалистических обязательств по увеличению производства и продажи государству зерна и других сельскохозяйственных продуктов в 1976 году» Зиатдинову Назипу Зиатдиновичу присвоено звание Героя Социалистического Труда с вручением ордена Ленина и золотой медали «Серп и Молот».
- Награждён двумя орденами Ленина, орденами Октябрьской Революции, Отечественной войны 1-й степени, «Знак Почёта», также орденом «За заслуги перед Республикой Татарстан» (2005)[4], медалями СССР и ВДНХ.
- Награждён грамотами Республики Татарстан.
- Удостоен высокого звания «Заслуженный работник сельского хозяйства Республики Татарстан» (2000).